# Paul Parkman
Pour les articles homonymes, voir Parkman.
Paul Douglas Parkman, né le 29 mai 1932 à Auburn dans l'État de New York et mort le 7 mai 2024 dans la même ville, est un médecin-scientifique et virologue américain. Il est l'un des concepteurs du vaccin contre la rubéole,.

## Biographie

### Jeunesse et éducation
Paul Douglas Parkman naît le 29 mai 1932 à Auburn dans l'État de New York, de Mary (Klumpp) Parkman, femme au foyer, et de Stuart Parkman, employé des postes. Il grandit avec son frère et sa sœur à Weedsport dans l'État de New York. Paul Parkman souffre d'allergies et d'asthme lorsqu'il est enfant. En 1950, il est diplômé de la Weedsport Central School.
En 1955, il épouse Elmerina Leonardi, qu'il a rencontrée à l'école maternelle. En 1957, il obtient un bachelor's degree en pré-médecine de l'Université St. Lawrence et un diplôme en médecine du Centre des sciences de la santé de l'Université d'État. Il effectue un stage à l'hôpital Mary Imogene Bassett de Cooperstown, dans l'État de New York, avant de retourner à l'université d'État en tant que résident en médecine pédiatrique,.

### Carrière

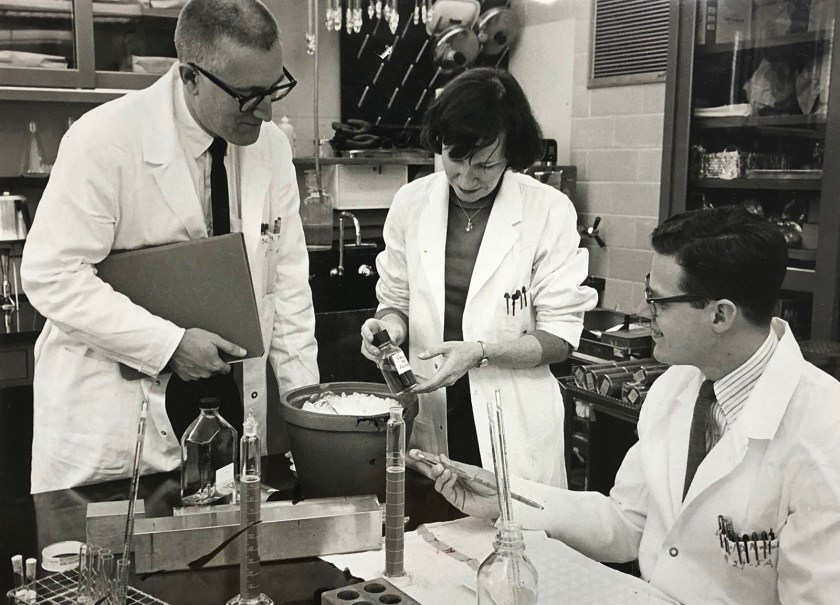
Harry M. Meyer, Jr. (cheveux clairs), Parkman (cheveux foncés) et Hope E. Hopps du Laboratoire d'immunologie virale, Division des produits biologiques standard, travaillant avec l'antigène de la rubéole en laboratoire c. 1965.

En 1960, Paul Parkman rejoint le Corps médical de l'armée en tant que capitaine. En tant que membre du Corps, Parkman travaille à l'Institut de recherche militaire Walter Reed à Silver Spring, dans le Maryland, où il s'intéresse à la virologie. Il fait partie de l'équipe de Walter Reed qui  identifie et isole le virus de la rubéole. L'armée ne s'intéresse guère à ces recherches, car la rubéole ne constitue pas une menace pour les militaires. Cependant, lorsque Parkman rejoint les National Institutes of Health (NIH) en 1963, ceux-ci se montrent intéressés par ses recherches,.
En 1965, Paul Parkman et son équipe commencent les essais cliniques d'un vaccin contre la rubéole en Arkansas. En 1966, lui et ses collègues  annoncent la création d'un vaccin contre la rubéole , et en 1967, ils  annoncent la création d'un test d'anticorps contre la rubéole. En 1969, un vaccin utilisant leur virus isolé est commercialisé. Lui et son équipe ne monétisent pas leurs brevets, souhaitant que le vaccin soit disponible gratuitement,.
Paul Parkman devient le chef de la virologie générale du NIH. Il conserve ce poste jusqu'en 1972, date à laquelle le département est « absorbé par la Food and Drug Administration ». Il travaille ensuite au Center for Biologics Evaluation and Research de la FDA, où il est directeur de 1987 à 1990. En tant que directeur, il s'occupe des politiques de dépistage du VIH/SIDA, approuve un vaccin contre la méningite bactérienne et renforce la surveillance exercée sur les banques de sang. Parkman prend sa retraite en 1990.
Après avoir pris sa retraite de la FDA, Paul Parkman travaille comme consultant pour des sociétés pharmaceutiques et l'Organisation mondiale de la santé, avant de prendre à nouveau sa retraite au milieu des années 2010.

### Fin de vie et mort
En 2021, Parkman plaide pour que les gens reçoivent les vaccins contre le COVID-19.
Parkman meurt d'une leucémie lymphoblastique à son domicile d'Auburn, dans l'État de New York, le 7 mai 2024, à l'âge de 91 ans.

## Postérité
En 1988, l'artiste verrier Dan Dailey créé le Parkman Coupe, une œuvre d'art en verre et en bronze célébrant le travail de Parkman sur la rubéole. En 1999, Parkman et sa femme font don de l'œuvre au Smithsonian American Art Museum.
Parkman est le premier récipiendaire du prix Graduate of Distinction de la Weedsport Central School.